# Здолбунів
Здолбу́нів — місто в Україні, адміністративний центр Здолбунівської міської громади Рівненського району Рівненської області. До 17 липня 2020 року, колишній адміністративний центр Здолбунівського району. В Здолбунові знаходиться важливий транспортний вузол Західної України.

## Географія
Місто Здолбунів розташоване за 12 км на південь від обласного центру. Через місто пролягає автошлях національного значення Н25 (Старокостянтинів — Острог — Здолбунів — Рівне — Сарни) та далі на Житковичі (Білорусь). В місті розташований важливий залізничний вузол Західної України — станція Здолбунів.

## Назва
Існує декілька версій походження назви «Здолбунів»:
Перша версія: Стародавня назва селища «Долбунів» походить від слова «дов(л)бати». Це пояснюється наявністю на околицях поселення крейдяних копалень, з яких місцеві жителі «довбали» крейду і при запитанні: — Звідки ви? — чули відповідь: — З Дов(л)бунова. На цій підставі й закріпилася назва поселення як Здолбунів.
Друга версія: Назва міста пов'язана зі старослов'янським племенем дулібів (долобів), яке було основним населенням наших земель у VI—Х століттях. Можливо, саме так у назві Здолбунів (Долбунів) трансформувалася пам'ять про дулібів, про що свідчить багато праць вчених про колишні назви селищ слов'ян, у яких закінчення «-ов» (в українському правописі «-ів») означає, що селище назване на честь когось.
Інші версії є малоймовірними.

## Міські символи
Відроджуючи минулі традиції та з нагоди відзначення 500-річчя міста, рішенням Здолбунівської міської ради у 1997 році затверджено сучасні міські символи Здолбунова (автор проєктів — Юрій Терлецький).
Герб: у червоному полі щита перехрещені срібні кайло, молоток та залізничний ключ; щит увінчує срібна міська корона.
Прапор: квадратне червоне полотнище, у центрі якого розміщено перехрещені білі кайло, молоток та ключ.
Елементи герба символізують: кайло — назву міста, молоток і залізничний ключ — будівельну та залізничну галузі промисловості. Червона та срібна барви вказують на знаходження Здолбунова на Волині.

## Історія

### До першої згадки
На території Здолбунова виявлені поселення доби ранньої бронзи, а на околиці — ранньослов'янський могильник зарубинецької культури. 

### Перша згадка, часи Київської Русі, Великого князівства Литовського
Уперше назва поселення Здолбунів (Долбунів) згадується 1497 року в акті, за яким великий князь Литовський Олександр дарував князеві Костянтину Острозькому разом з іншими поселеннями і село Долбунів. Назва Здолбунів відома з 1629 року.
З утворенням Київської держави землі дулібів у Х столітті входять до її складу. Пізніше, під час занепаду держави, землі Волині (з 1199 року) входять до Галицько-Волинського князівства, яке від нападів татаро-монгольських орд поступово втрачає свою силу і підпадає під владу Литви.

### У складі Речі Посполитої, Хмельниччина
Після Люблінської унії 1569 року Здолбунів потрапив під владу Речі Посполитої. Село входило до Луцького повіту. 1570 року в ньому налічувалося 9 димів. Населення займалось переважно рільництвом. Саме на той час в Здолбунові почала формуватися єврейська громада. У 1618 і 1619 роках воно дуже потерпіло від нападів татарських орд. У роки Визвольної війни українського народу 1648—1654 років в районі Здолбунова відбувалися селянські виступи проти місцевих феодалів. У 1651 році на околицях Здолбунова, неподалік села Тайкури, розташовувався штаб війська Богдана Хмельницького, козаки якого вели бої з поляками. Тоді ж відбулися перші єврейські погроми, що були вчинені козаками.

### Другий поділ Польщі, анексія Російською імперією
У 1793–1795 роках Правобережна Україна, внаслідок Другого поділу Польщі та анексії, тимчасово входила до складу Російської імперії. У цей час Здолбунів належав до Волинського намісництва, а згодом — до Волинської губернії. 1798 року в селі налічувався 51 двір, проживало 276 чоловік, у тому числі 167 кріпаків. У 1821 році князь Себастьян Любомирський, дідич Здолбунова, продав його купцям Кружиніним. Вони розширили господарство маєтку, збудували млин. За реформою 1861 року для селян Здолбунова було виділено 489 десятин землі, у середньому по 11 десятин орної землі на двір. Земля обійшлася їм вдвічі дорожче, ніж коштувала.
Скасування кріпацтва прискорило розвиток капіталістичних відносин у Здолбунові. У червні 1873 року закінчено будівництво Ковельської залізниці Київ — Берестя, яка пролягла через місто. Згодом місто отримало сполучення з Радивиловом і Сарнами, побудовано залізничну станцію Здолбунів та паровозне депо. У ці роки було визначено високі якості здолбунівської крейди і можливість її використання як основної сировини для виробництва цементу. На це звернули увагу австрійські піддані брати Єлінеки, чехи за національністю, які заснували цементне виробництво у 1877 році. У 1884 році побудовано невеликий цементний завод Едмонда Францевича Єлінека, на якому у 1886 році працювало 19 робочих. Устаткування цього підприємства складалося з п'яти жорен кінської тяги, такої кількості печей опалювання (ковпаків) та складу для сушіння коржів із глини і крейди. Усі процеси виконувалися вручну. За добу тут виробляли 20—25 бочок цементу. Для залучення додаткових коштів власники заводу створили у 1889 році компанію «Єлінек і Ко», яка забезпечила розширення заводу, обладнала його досконалішими механізмами. Випуск цементу досяг 90 тонн на добу. У 1898 році було засновано Акційне товариство портланд-цементу "Волинь", після чого значно зросла кількість робітників. Наприкінці 1890-х років на Здолбунівському цементному заводі працювало 200 робітників. У 1889 році засновано ливарно-механічний завод.
Почала розвиватися торгівля. У селі працювали крамниці, трактири, маленькі майстерні, відбувалися ярмарки. За даними перепису 1897 року в Здолбунові проживало 4692 особи. Здолбунівський цементний завод у 1910 році придбало акціонерне товариство «Волинь», яке незабаром його було реконструйовано. Чисельність робітників на заводі зросла до 300 чоловік. Крім цементного заводу та залізничної станції, у ці роки в Здолбунові працювали приватні паркетна фабрика, ливарно-механічний завод та 2 млини. Але це були підприємства напівкустарного типу з незначною кількістю робітників.
У 1877 році в Здолбунові відкрите однокласне залізничне училище. Навчання в ньому здійснювалось за рахунок управління Південно-Західної залізниці. У 1886 році училище реорганізували у двокласне. 1884 року в громадському будинку відкрили двокласну школу. На утримання школи, у якій навчалися 25 хлопчиків і 2 дівчинки, громада виділяла 137 карбованців на рік. У 1905 році почала працювати церковнопарафіяльна школа, а 1907 року відкрився громадський клуб.
У 1903 році Здолбунів віднесено до категорії позаштатних міст. Попри це, залишився в складі Здовбицької волості. За даними на 1906 рік, налічувалося 490 дворів, мешкало 9590 осіб. Розташовувалося за 30 верст від повітового міста Острог та за 3 версти від волосного центру, села Здовбиця. На центральній вулиці, що йшла від вокзалу, був прокладений тротуар, встановлено газове освітлення. За даними на 1912 рік, на цементному заводі працювала лікарня. У 1910 році розпочинається будівництво церкви Святої Катерини та вищого залізничного училища. У 1908—1911 роках у місті налічувалося до 10 тис. жителів.

### Перша світова війна
У роки Першої світової війни на території Волинської губернії проходив Південно-Західний фронт.

### Українська Народна Республіка

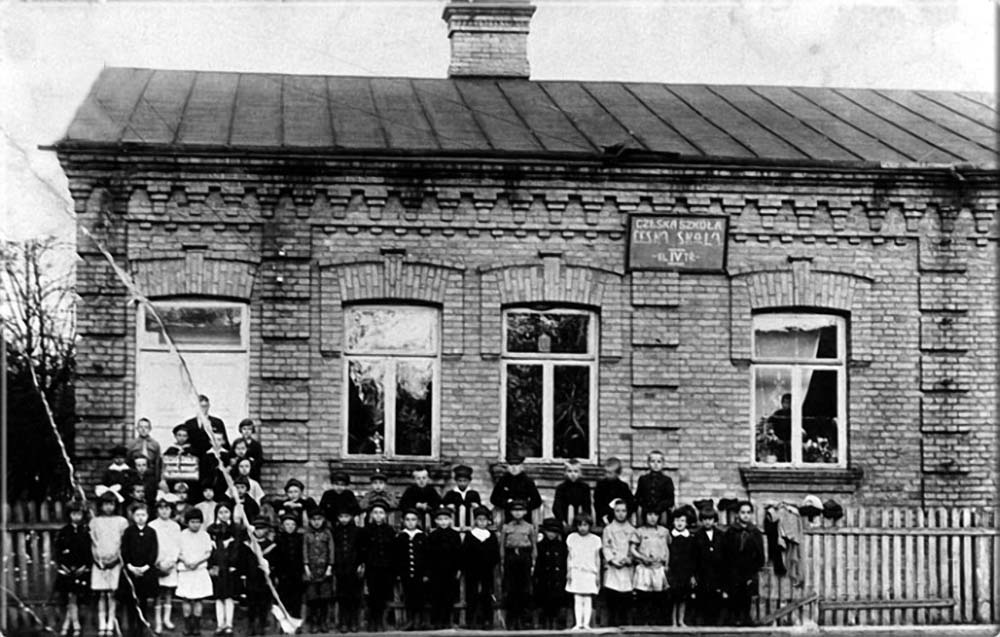
Відкриття чеської школи у Здолбунові (12.11.1917)

За часів Української революції (1917—1921) місто було ареною боротьби різних політичних сил: австро-німецької військової адміністрації, Центральної Ради УНР, Гетьманщини, Директорії УНР, Ради робітничих та солдатських депутатів. У місті розташовувався штаб армії УНР, на чолі з Симоном Петлюрою.
12 листопада 1917 року урочисто відкрита чеська школа (сучасна Здолбунівська гімназія).
У 1919 році місто стало центром спроби антипетлюрівського перевороту генерала-хорунжого Володимира Оскілка.

### У складіПольської Республіки

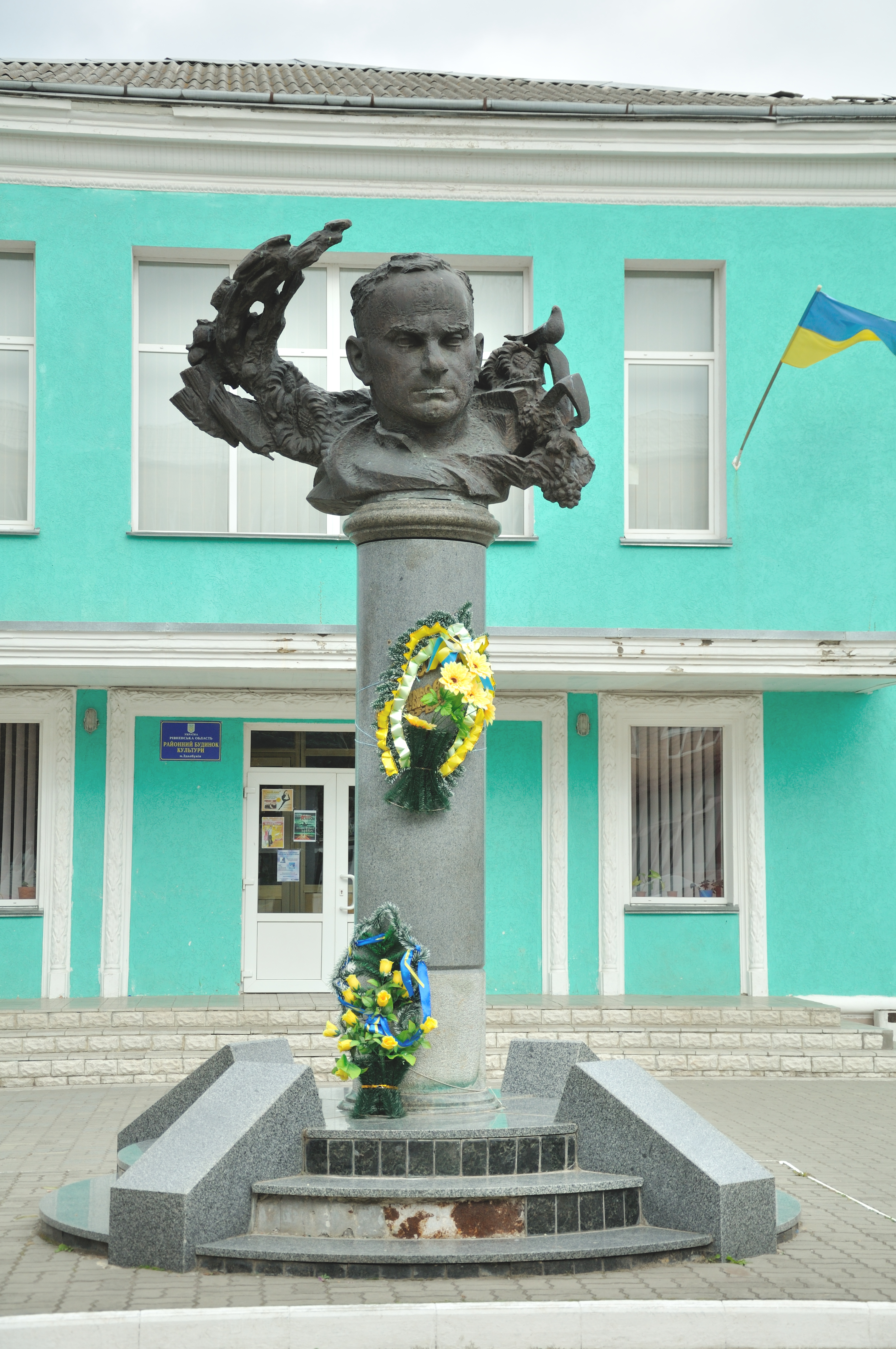
Пам'ятник Уласу Самчуку у Здолбунові

Після підписання Варшавського договору 1920 представниками Польщі та Української Народної Республіки, які розроблялись таємно від уряду УНР й польського сейму, та Ризького миру 1921 урядами більшовицької Росії та її сателіта УСРР і Польщі землі Західної України відійшли до Польщі. У період польської адміністрації (1920—1939) Здолбунів залишався типовим провінційним містечком. Спочатку він входив до складу Острозького повіту, у 1924 році став повітовим центром Волинського воєводства.
У 1920-ті роки Здолбунів, як всі західноукраїнські міста, переживав економічний занепад. Зовсім не працювали цементний завод та інші підприємства. Політика польського великодержавного шовінізму ще більше погіршила становище простого люду. Так, у 1921 році за наказом влади було проведене масове звільнення робітників української національності. Зокрема, у Рівному і Здолбунові позбулися роботи близько 80 % залізничників-українців (інкримінували недбалість під час евакуації поляків). Важке соціальне й економічне становище робітників стало причиною багатьох страйків у 20-х роках. Згодом виступи робітників набрали такої сили, що властям довелося йти не лише на економічні, але й на деякі політичні поступки. Зокрема, у Здолбунові у 1925 році дозволили відкрити книгарню «Відбудова», яка мала у продажу твори прогресивних письменників.
1 січня 1925 року повітовий центр перенесено з Острога у Здолбунів, через що Острозький повіт перейменовано у Здолбунівський повіт. 8 липня того ж року місто було розширено за рахунок вилучення зі складу сільської гміни Здовбиця села Здолбунів і всієї площі фільварку Здолбунів та включення їх до міської гміни Здолбунів.
На західноукраїнських землях уряд Польщі проводив політику спольщення українців. У школах Здолбунова навчання здійснювалося переважно польською мовою. У 1928—1929 роках у місті працювали гімназія, дві семикласні, три чотирикласні, дві початкові та реміснича школи. Плата за навчання була великою, зокрема в гімназії — 30 злотих на місяць.

### У складіСРСР
У вересні 1939 року західноукраїнські землі увійшли до складу СРСР. У межах радянського адміністративно-територіального поділу Здолбунів стає районним центром Рівненської області. У місті починаються «соціалістичні перетворення», масові арешти української інтелігенції.
З 20 січня 1940 року місто отримало статус адміністративного центру Здолбунівського району.

### Друга світова війна
У 1941 році місто було тимчасово окуповане військами Третього Рейху. Під час німецької окупації в місті продовжувало діяти українське націоналістичне підпілля.
2 лютого 1944 року місто перейшло під контроль Радянської армії. За час війни нацисти зруйнували цементний завод, міську електростанцію, спалили залізничний вокзал, а також значну кількість житлових будинків та інших будівель. За роки німецької окупації гітлерівці розстріляли 6 тисяч мешканців міста та інших громадян. Місцем розправи були обрані кар'єри цементного заводу. Тут гітлерівці стратили 4300 осіб, серед яких все єврейське населення міста (врятувалося близько 25 осіб), а біля цвинтаря села Старомильськ — 1700 осіб.

### Радянський період
У післявоєнний період Здолбунів відбудовувався і розвивався на засадах соціалістичної економіки, комплексно, відповідно до свого статусу районного центру Рівненської області. Будуються цементно-шиферний комбінат, мікрорайон цементників Ново-Здолбунів, будівельні, пластмасовий та авторемонтний заводи, «Укрцемремонт», побутові підприємства; відкриваються нові школи, лікарні, культурно-освітні заклади.

### У Незалежній Україні

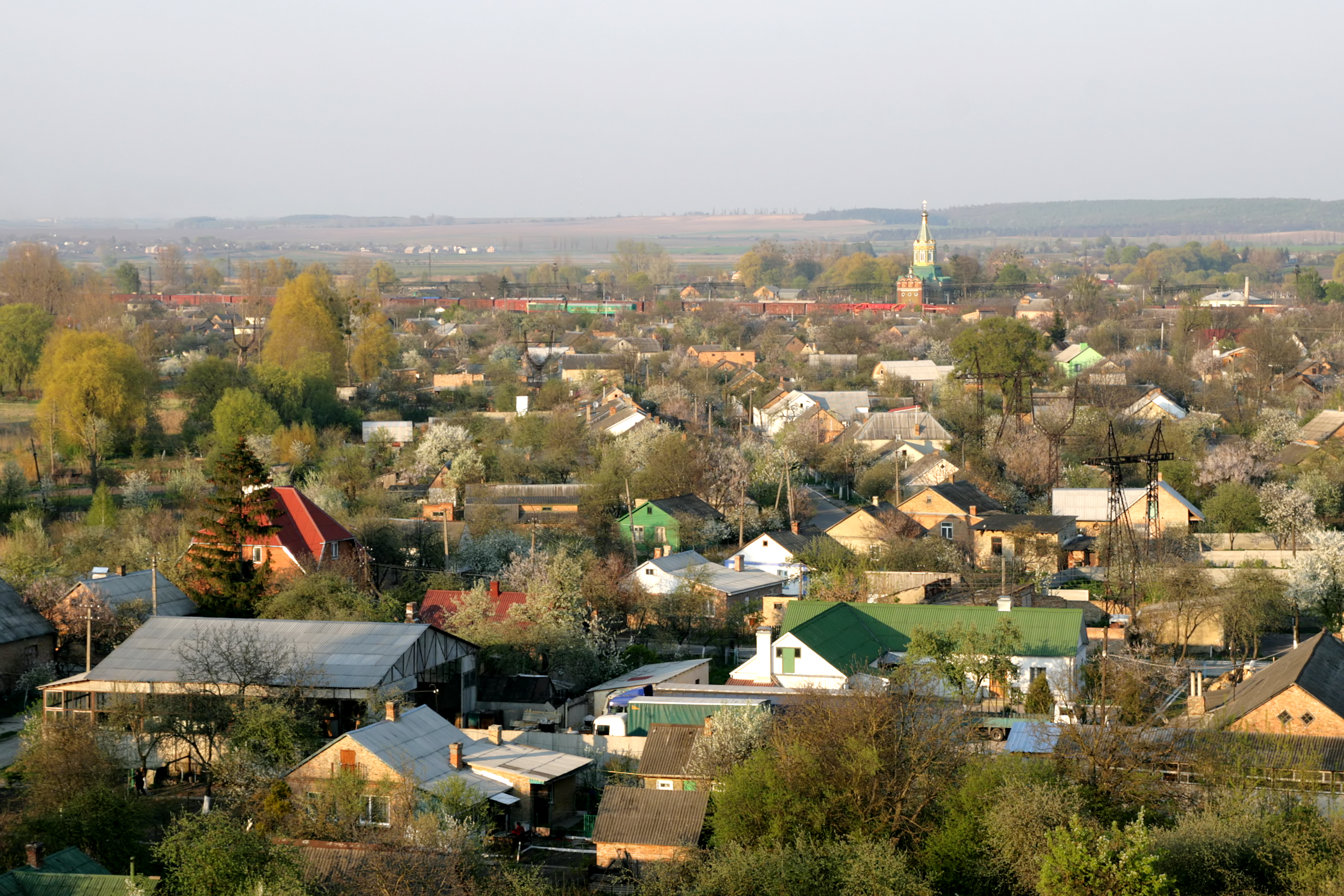
Краєвид Здолбунова

У 2011 році було відкрито Здолбунівський краєзнавчий музей, який знаходиться в старій частині міста. Більшість експонатів музею були знайдені або подаровані жителями Здолбунівщини. Сама будівля є історичною пам'яткою міста, у ній відбувалися різні події, а одні з найстрашніших за часів НКВС.
21 жовтня 2012 року в Здолбунові урочисто відкрито перше на Рівненщині погруддя Степанові Бандері.
12 червня 2020 року, відповідно до розпорядження Кабінету Міністрів України № 722-р «Про визначення адміністративних центрів та затвердження територій територіальних громад Рівненської області», утворена Здолбунівська міська громада.
17 липня 2020 року, в результаті адміністративно-територіальної реформи та ліквідації Здолбунівського району, місто увійшло до складу Рівненського району.

## Населення

### Національний склад
Розподіл населення за національністю за даними перепису 2001 року:
| Національність  | Відсоток |
| --------------- | -------- |
| українці        | 92.83%   |
| росіяни         | 5.57%    |
| білоруси        | 0.48%    |
| поляки          | 0.43%    |
| чехи            | 0.20%    |
| інші/не вказали | 0.49%    |

### Мова
Розподіл населення за рідною мовою за даними перепису 2001 року:
| Мова            | Кількість | Відсоток |
| --------------- | --------- | -------- |
| українська      | 23075     | 94.50%   |
| російська       | 1234      | 5.05%    |
| білоруська      | 36        | 0.15%    |
| румунська       | 20        | 0.08%    |
| польська        | 17        | 0.07%    |
| німецька        | 2         | 0.01%    |
| інші/не вказали | 33        | 0.14%    |
| Усього          | 24417     | 100%     |

## Економіка

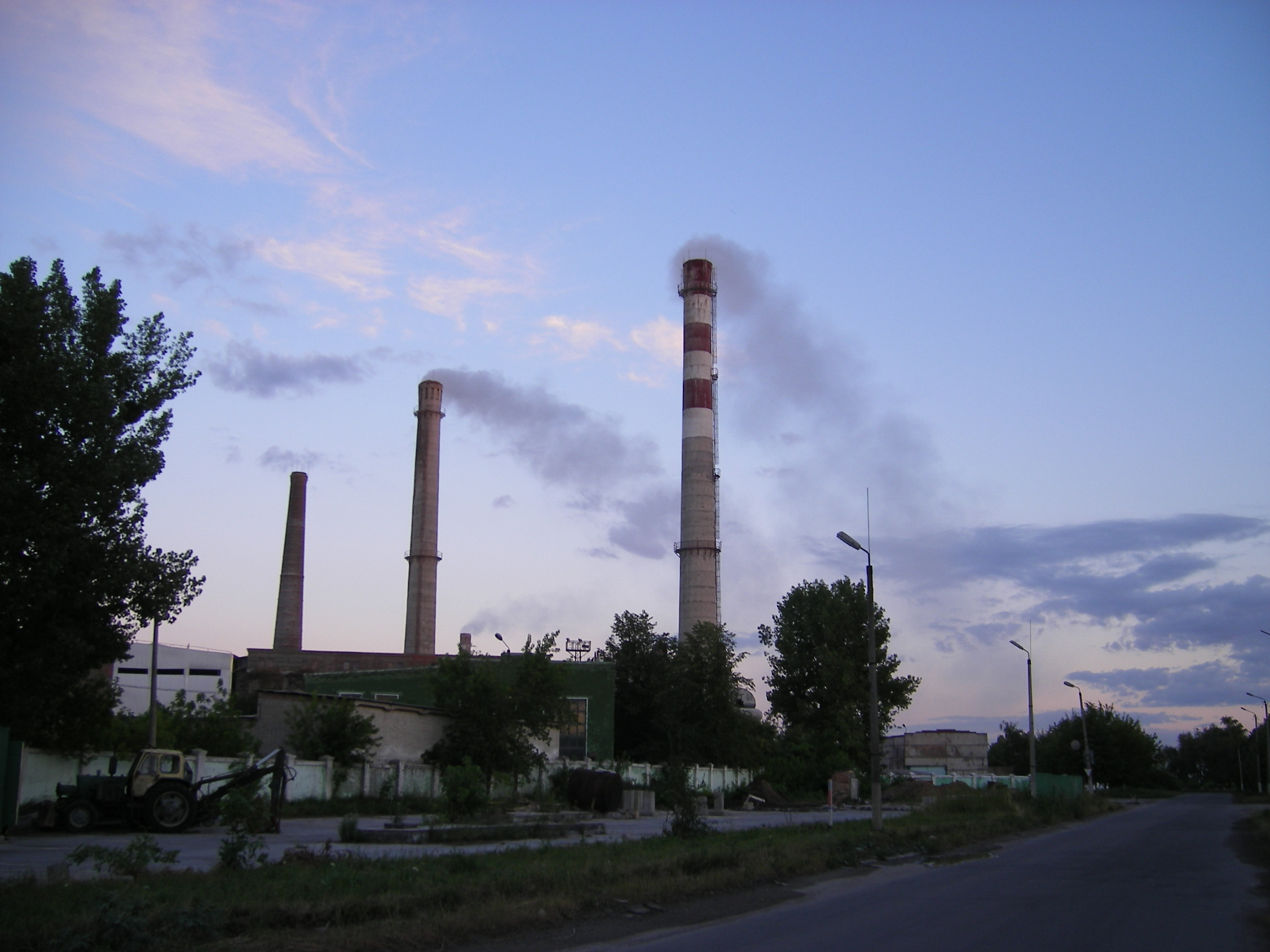
Здолбунівський цементний завод

У місті діє переважно будівельна, металообробна та харчова промисловість. Найбільші підприємства міста: залізобетонних виробів, авторемонтний, цементний, асфальтний заводи, завод продтоварів та інші, підприємства залізничного транспорту.
24 травня 2019 року в місті відбулося офіційне відкриття заводу з виробництва машин для скошування сільськогосподарських культур «МААНС».

## Транспорт

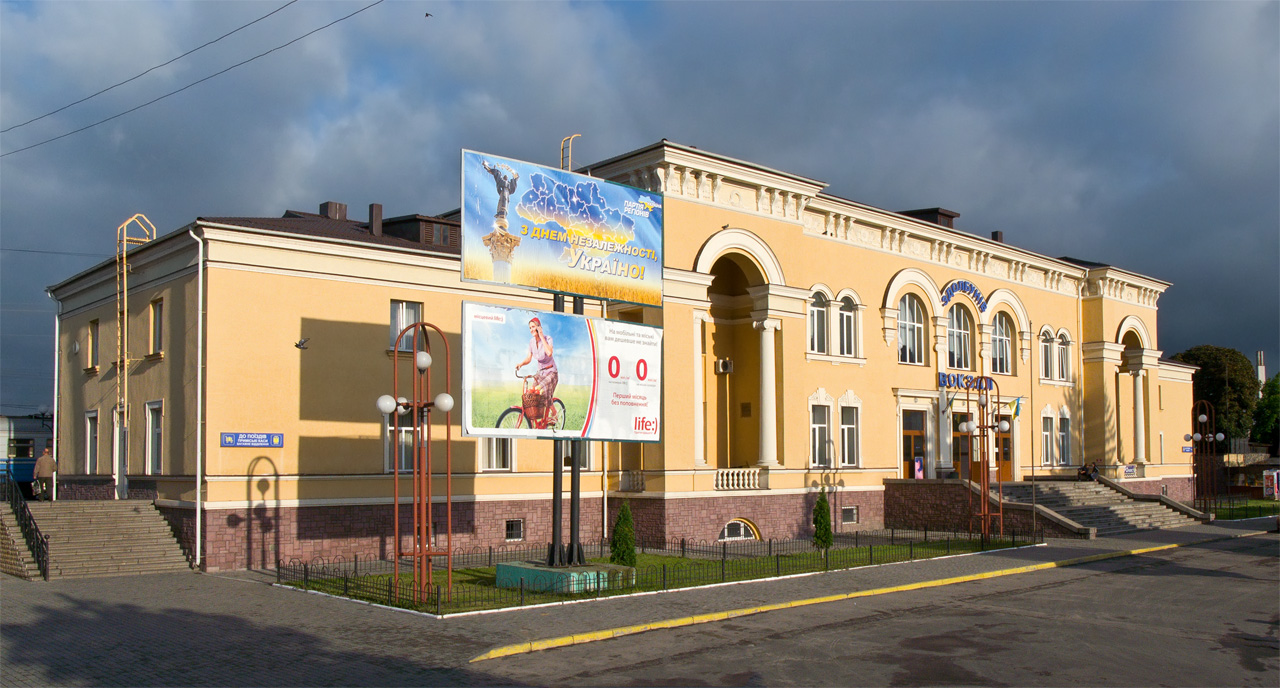
Вокзал станції Здолбунів

Станція Здолбунів — це важливий залізничний вузол Західної України. У Здолбунові знаходиться моторвагонне депо, де ремонтують зміннострумові приміські електропоїзди та частину дизель-поїздів Львівської залізниці. Тут же обслуговувався запущений у липні 2017 року поїзд Здолбунів — Ковель — Холм.
У 2007 році капітально, за новітніми стандартами оновлено залізничний вокзал міста. Чимало мешканців міста Здолбунова та Рівного мають можливість скористатися пасажирськими поїздами далекого сполучення, які не заходять в саме Рівне.

## Освіта
- Здолбунівська ЗОШ І–ІІІ ступенів №1
- Здолбунівська гімназія №2
- Здолбунівська ЗОШ І–ІІІ ступенів №3
- Здолбунівська ЗОШ І–ІІІ ступенів №4
- Здолбунівська ЗОШ І–ІІІ ступенів №5
- Здолбунівська ЗОШ I—III ступенів №6
- Здолбунівська ЗОШ І–ІІ ступенів №7

## Спорт
У місті діє команда з американського футболу «Здолбунівські Орли», які беруть участь у всеукраїнських та міжнародних чемпіонатах і турнірах, Футбольний клуб «Академіка».

## Місто-побратим
- Маршалтаун, штат Айова,  США[20]

## Релігія
- Успенський Собор ПЦУ
- Храм св. апп. Петра і Павла ПЦУ

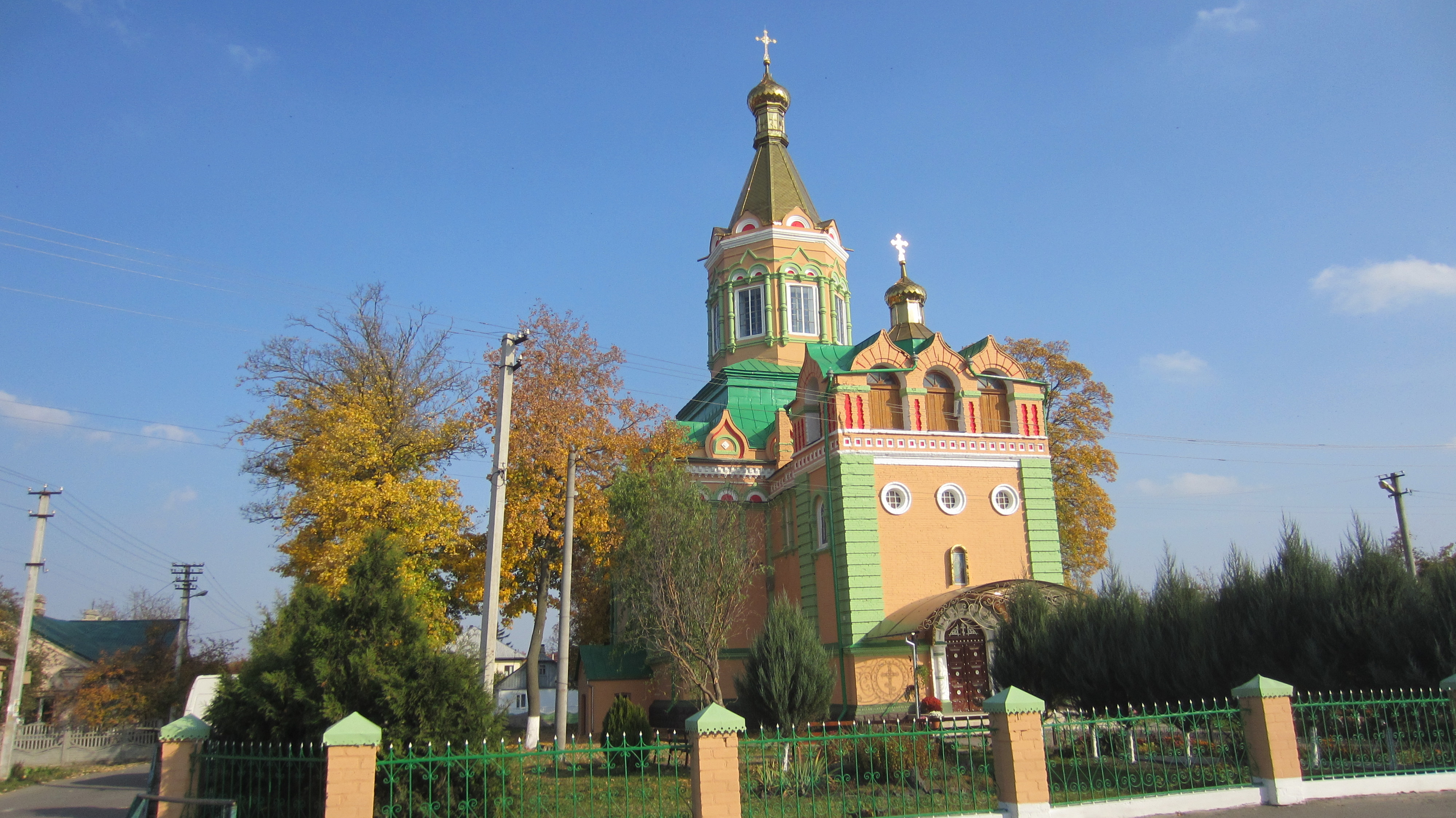
Катерининська церква

- Церква Казанської Божої Матері УПЦ (МП)[21]
- Катерининська церква УПЦ (МП)[22]
- Церква Святого апостола Петра І Павла УГКЦ
- Костел Петра і Павла РКЦ
- Християн віри євангельської (п'ятидесятники)
- Церква ЄХБ «Світло Євангелії»
- Церква християн віри євангельської
- Церква ЄХБ Гевсеманія
- Церква "Джерело Життя"

## Особистості
Уродженці:

Юрій Нагулко

Леонід Маслов

- Білоусов Михайло Гнатович — Герой Радянського Союзу, уславлений снайпер часів Другої світової війни.
- Гордійчук Володимир Григорович — заслужений тренер України, майстер спорту України з важкої атлетики, тренер Здолбунівської ДЮСШ «Колос». За 26 років роботи тренером в м. Здолбунів підготував — 5 майстрів спорту міжнародного класу, 15 майстрів спорту, 50 кандидатів у майстри спорту, 1 чемпіона світу, 3 учасники Олімпійських ігор.
- Горковчук Максим Вікторович (1980—2022) — старший лейтенант Збройних Сил України, учасник російсько-української війни, що загинув у ході російського вторгнення в Україну в 2022 році.
- Гридін Сергій Володимирович (нар. 1971) — український дитячий письменник.
- Дмитрієва-Буряк Галина Євгенівна — український кінознавець.
- Долганський Сергій Миколайович — український футболіст, воротар. Гравець полтавської «Ворскли».
- Жук Василь Володимирович (1991—2015) — солдат Збройних сил України, учасник російсько-української війни.
- Колодяжний Володимир Іванович — український редактор, сценарист.
- Лащенков Сергій Миколайович — колишній український і молдавський футболіст, захисник. Грав за збірну Молдови.
- Марченко Сергій — український режисер, сценарист.
- Нагулко Юрій Олександрович — український художник.
- Петренко Павло Іванович (1989—2014) — старший солдат Міністерства внутрішніх справ України, учасник російсько-української війни.
- Попович Сергій Олександрович (1988—2024) — старший солдат збройних сил України, учасник російсько-української війни.
- Приходько Микола Тарасович (22.05.1920 — 21.02.1943) — радянський партизан, герой Радянського Союзу (посмертно). Зв'язковий Н. І. Кузнецова.
- Вернік Ромуальд — польський письменник, автор книги спогадів про Здолбунів «У Здолбунові розквітла калюжниця».
- Сапожніков Олексій Юрійович (1989—2015) — солдат Збройних сил України, учасник російсько-української війни.
- Володимир Сироватка-Рус — олімпійський чемпіон Олімпійських ігор в Берліні 1936 року.
- Тереза Тутінас — відома польсько-шведська естрадна співачка.
- Станіслав Фіалковський (1922) — відомий польський художник і графік, автор проєкту Національної бібліотеки у Варшаві.
- Ярошенко Андрій Вікторович (1982—2015) — військовик 55-ї бригади, учасник російсько-української війни.

Мешканці Здолбунова:
- Закржевський Анатолій Йосипович (1933—1987) — радянський волейболіст, почесний майстер спорту, кандидат технічних наук.
- Лейко Кіндрат Федорович (В білоруській транскрипції прізвища — Кандрат Лейка; 1860–1921) — Видатний білоруський письменник і поет, зачинатель національної драматургії для дітей, перекладач, громадський діяч. Проживав у Здолбунові впродовж 1918–1921 років. Похований на кладовищі по вулиці Вили.
- Маслов Леонід Миколайович (1909–1943) — Український інженер-архітектор, визначний дослідник архітектури Західної Волині; жив у Здолбунові у 1941–1943 роках, працював тут інженером.
- Самолюк Володимир Володимирович (Skofka) — український реп-виконавеець
- Юлія Тимочко — виконавиця в стилі джаз та соул, суперфіналістка шоу «Голос країни-2021»
- Гайдучик Микола Михайлович (1999) — відомий український футболіст, наразі грає за ФК «Верес»

Перебували в місті:
Свого часу в місті перебували Леся Українка, Улас Самчук, Олександр Довженко, Віктор Ющенко, Юлія Тимошенко, Петро Порошенко.